# Waldrada
Waldrada († 9. April 868) war eine Konkubine (ältere Forschung: Friedelfrau) des fränkischen Königs Lothar II. von Lothringen, der jedoch verheiratet war. Diese Tatsache hatte weitreichende politische und rechtsgeschichtliche Folgen.
Sie entstammte einer adligen Familie aus dem Maas-Mosel-Raum und war die Schwester von Gunthar, Erzbischof von Köln.
Die 855 geschlossene Ehe Lothars mit Theutberga blieb kinderlos. Ab 857 bis zu seinem Tod 869 versuchte Lothar erfolglos, sich von Theutberga scheiden zu lassen, um eine gültige Ehe mit Waldrada einzugehen. Die Scheidung wurde insbesondere von Papst Nikolaus I. abgelehnt. Nachdem auf der Synode von Metz in Anwesenheit der päpstlichen Legaten die Scheidung (angeblich durch Bestechung) abermals anerkannt worden war, widerrief der Papst diese Entscheidung und exkommunizierte die Erzbischöfe Gunthar von Köln und Theutgaud von Trier, die auf der Synode von Metz die treibende Kraft gewesen waren. 868 wurde auch Waldrada vom Papst exkommuniziert.
Auch ein Italienzug, auf dem Lothar seine Angelegenheit Papst Hadrian II. persönlich vortragen konnte, änderte nichts an der Entscheidung. Lothar wurde allerdings wieder in die Gemeinschaft der Kirche aufgenommen, nachdem er dem Papst versichert hatte, dass er seit ihrer Exkommunikation nicht mehr mit Waldrada zusammengekommen war. Auf der Rückreise in den Norden starb Lothar II. in Piacenza. Nach Lothars Tod zog Waldrada sich in das Kloster Remiremont zurück, wo sie auch begraben wurde.
Lothar II. und Waldrada hatten vier Kinder:
- Hugo (* 855/860; † nach 900), Herzog im Elsass
- Gisela von Nivelles (* 860/865; † 907), Äbtissin von Nivelles und Fosses
- Berta von Lotharingen (863–925), Gräfin von Arles und Markgräfin von Tuszien ⚭ Graf Theotbald von Arles († 887/895)
- Ermengard († 6. August nach 895/898), Nonne